# Andreas Laubreis
Andreas Laubreis (* 25. Oktober 1778 in Würzburg; † nach 1846) war ein königlich-bayrischer Mediziner und Landgerichtsarzt in Würzburg.

## Leben
Laubreis studierte an der Universität Würzburg bei Johann Kaspar Gutberlet Medizin und wurde 1802 promoviert. Laubreis praktizierte zunächst in Würzburg und wurde Amts- und Zentsphysicus sowie Geburtshelfer in Bischofsheim an der Rhön, ab 13. Mai 1809 Physikus zu Ebern und Seßlach, dann Physicus und Landgerichtsarzt in Mainbernheim und später Landgerichtsarzt in Marktsteft und Arnstein. Um 1846 wohnte er in der Domgasse und wirkte noch als Landgerichtsarzt in Würzburg.
Am 28. Dezember 1816 wurde er mit dem akademischen Beinamen Mundinus III. unter der Matrikel-Nr. 1067 zum Mitglied der Leopoldina gewählt.
Laubreis hat 1802 Elias von Siebolds Geburtszange beschrieben und abgebildet und stand in brieflichem Austausch mit Johann Barthel von Siebold.

## Schriften
- Dissertatio inauguralis de forcipis obstetriciae requisitis. Nitribitt, Wirceburgensis 1802 (Digitalisat)
- Beobachtungen von Wasseransammlungen in den Gehirnhölen bey Erwachsenen. Nova acta Leopoldina, 1818 (Digitalisat)